# Das Hirtenlied vom Kaisertal
Pour plus de détails, voir Fiche technique et Distribution.
Das Hirtenlied vom Kaisertal (en français La Chanson du berger) est un film autrichien réalisé par Max Michel (de) sorti en 1956.

## Synopsis
Après de longues études, Jakob Lechner, économiste fraîchement diplômé, retourne dans son village. Pendant son absence, son père,  Alois Lechner, membre du Landtag et agriculteur, ainsi que l'aubergiste et bourgmestre Huber décident de marier ensemble leurs deux enfants. Cependant, Jakob n'envisage pas d'épouser la jeune Anni Huber. Il apprécie plutôt la laitière Liesl, qui est hébergée par Lechner avec son petit frère Hansl. Ils travaillent tous les deux pour lui comme domestiques et gardiens de troupeaux et vivent dans un refuge alpin.
Le curé du village souhaite organiser une crèche pour marquer la restauration de la figure de Marie dans l'église. Bien qu'Alois Lechner recommande Anni pour être la Vierge Marie, le prêtre choisit plutôt Liesl. Incertaine mais fière, elle assume ce rôle et s'entraîne désormais assidûment avec la communauté du village qui participe à la pièce. Alois, à son tour, interdit à Jakob de traiter avec Liesl. Lorsqu'il part pour une réunion du Landtag, Alois se rend à l'alpage pour aider Hansl à retrouver une brebis perdue. Il y voit Jakob et est tellement en colère qu'il met son fils dehors. Jakob déménage au chef-lieu du district.
La pièce de la Nativité est un grand succès, mais Liesl pleure souvent pour s'endormir, car Jakob est parti. Hansl promet de retrouver Jakob comme la brebis perdue. Il se rend secrètement en ville à bord d'un camion de lait. Avec l'aide des enfants de la ville, il retrouve Jakob, mais celui-ci ne veut pas retourner au village. Pendant ce temps, Katharina, l'épouse d'Alois, porte également de graves accusations contre son mari. Cependant, même le prêtre ne peut pas le faire changer d'avis. Katharina fait donc ses valises pour aller voir Jakob. Ce n'est qu'à ce moment qu'Alois reprend ses esprits. Il se rend chez Liesl à l'alpage. Un peu plus tard, Katharina apparaît au village avec Jakob et Hansl. Alois arrive et amène Liesl avec lui, signe qu'il accepte la relation entre les deux. Un peu plus tard, le magnifique mariage de Liesl et Jakob a lieu.

## Fiche technique
- Titre original : Das Hirtenlied vom Kaisertal
- Réalisation : Max Michel (de)
- Scénario : Norbert Kunze
- Musique : Carl de Groof
- Direction artistique : Theo Harisch
- Costumes : Maxi Tschunko
- Photographie : Elio Carniel (de)
- Montage : Hermine Diethelm
- Producteur : Karl F. Sommer
- Société de production : Ring-Film
- Société de distribution : Union-Film
- Pays d'origine :  Autriche
- Langue : allemand
- Format : Couleur - 1,33:1 - Mono - 35 mm
- Genre : Comédie romantique
- Durée : 84 minutes
- Dates de sortie :
  - Autriche : 21 décembre 1956.
  - Allemagne de l'Ouest : 25 décembre 1956.
  - France : 31 juillet 1957[1].

## Distribution
- Hannelore Bollmann : Liesl, laitière
- Erich Auer : Jakob Lechner
- Willy Rösner (de) : Alois Lechner, son père
- Franziska Kinz : Katharina, sa mère
- Michael Ande : Hansl, berger, le frère de Liesl
- Paul Esser : le curé
- Brigitte Antonius (de) : Zenzi, femme de chambre chez Lechner
- Franz Muxeneder : Blasi, domestique chez Lechner
- Franz Fröhlich (de) : Huber, aubergiste et bourgmestre
- Elfie Beer : Anni Huber, sa fille
- Ralph Boddenhuser : le sacristain
- Walter Regelsberger : Franz, bûcheron
- Raoul Retzer : le chauffeur du camion de lait

## Production
Le tournage a lieu au Seefeld in Tirol.